# Hans Kolb Wellpappe
Hans Kolb Wellpappe ist ein 1933 in Memmingen von Hans Kolb gegründetes Unternehmen zur Herstellung von Wellpappe.

## Geschichte
Am 7. Juli 1933 erfolgte die Anmeldung des Gewerbes als Kartonagenfabrik in Memmingen. Es wurde mit der Herstellung von Vollpappe begonnen, die nach und nach durch Wellpappe ersetzt wurde. 1936 betrug der Anteil an Wellpappe bereits 70 % des Gesamtumsatzes. 1938 erfolgte die Aufstellung der ersten Wellpappen-Erzeugungsanlage mit einer Arbeitsbreite von 160 cm und einer Produktionsgeschwindigkeit von 10 Metern pro Minute.

### Nachkriegszeit

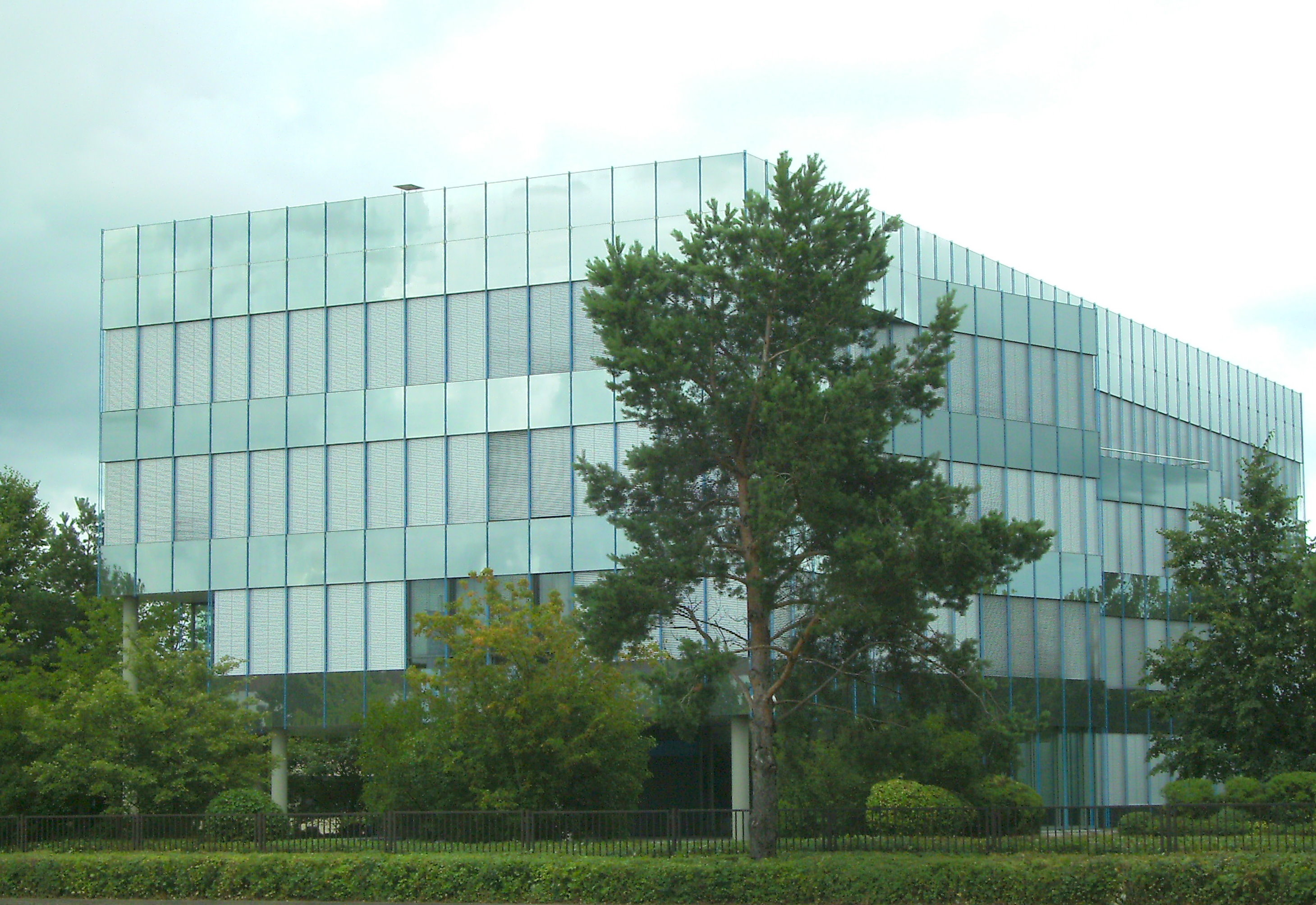
Verwaltungsgebäude in Memmingen

Gegen Ende des Zweiten Weltkrieges wurde die Fabrik durch Bombenangriffe zerstört, nach Kriegsende begannen die Aufbauarbeiten. Im Jahre 1951 erfolgte die Inbetriebnahme der Papierfabrik in Kaufbeuren bei einer Tagesproduktion von vier bis fünf Tonnen Papier. Die Belegschaft stieg auf 60 Mitarbeiter an. 1953 zog die Wellpappen-Produktion nach Memmingerberg um und es wurde mit dem Bau einer zweiten Wellpappen-Erzeugungsanlage begonnen. Die Gesamtanzahl der Beschäftigten in den Werken in Memmingen, Memmingerberg und Kaufbeuren stieg auf 100 Personen.
In einer Erweiterungsphase wurden in den 1960er Jahren eine neue Wellpappenmaschine und weitere Maschinen installiert. Ein weiteres Werk entstand in Buxheim bei Memmingen. Die Mitarbeiterzahl in der Wellpappenproduktion vergrößerte sich auf 260. Im Papierwerk Kaufbeuren wurde eine größere Papiermaschine in Betrieb genommen. In Memmingen entstand ein neues Werk im Industriegebiet Nord; das Werk in Memmingerberg wurde aufgegeben. Im Jahre 2011 wurde das Werk in Buxheim erweitert, 2012/13 das Stammwerk in Memmingen.

### Zweigwerke
In den 1980er Jahren wurden neue Werke erworben, 1982 kam der Bogenverarbeitungsbetrieb Helber Verpackungen GmbH in Haiterbach im Schwarzwald hinzu. Die Papierfabrik in Kaufbeuren wurde um eine zweite Papiermaschine erweitert. 1984 erfolgte eine Erweiterung des Werkes in Memmingen und die Konzentration auf die Faltschachtel-Fertigung.
Durch die Beteiligung an der Firma Skinetta Pac-Systeme, die vormals als Josef Kiener GmbH in Ottobeuren firmierte, wurde das Portfolio bei Verpackungen erweitert. 1990 wurde ein neues Verwaltungsgebäude in Memmingen eingeweiht. Eine weitere Reihe von Zukäufen in den USA erfolgte bis 2006.
2007 trennte sich Kolb Wellpappe von der Skinetta Pac Systeme GmbH & Co. KG aufgrund nicht zufriedenstellender Gewinne und verkaufte sie an die Otto Christ AG.
In Kaufbeuren wurden zwei alte Papiermaschinen stillgelegt und 2008 durch eine neue Anlage ersetzt.